# Simfonia núm. 1 (Panufnik)
La Simfonia núm. 1 (Sinfonia Rustica), per a vuit instruments de vent i dues orquestres de corda, va ser escrita pel compositor polonès Andrzej Panufnik l'any 1948 i va guanyar el Primer Premi al Concurs Chopin de Varsòvia l'any següent. L'obra es va estrenar a Varsòvia el 13 de maig de 1949 amb l'Orquestra Filharmònica de Varsòvia dirigida pel mateix compositor, aconseguint un èxit rotund. Té una durada d'uns 29 minuts.

## Moviments
- I. Con tenerezza (Allegro moderato)
- II. Con grazia (Allegretto)
- III. Con espressione (Adagio)
- IV. Con vigore  (Allegro)

## Origen i context
La Sinfonia Rustica és la primera simfonia de Panufnik que figura oficialment en el seu catàleg d'obres. No obstant això, Panufnik en va compondre dues anteriorment a aquesta durant la Segona Guerra Mundial. Totes dues es van perdre a causa de l'incendi provocat per l'Aixecament de Varsòvia, juntament amb els manuscrits de totes les composicions que havia escrit fins al 1944. Panufnik es va inspirar en el folklore de la regió de Kurpie, utilitzant melodies extretes de la col·lecció del pare Władysław Skierkowski, les mateixes que havien influït Karol Szymanowski en la creació de les seves Cançons de Kurpie. Panufnik va dir:
| «          | Sinfonia rustica neix com a expressió de la meva passió per la música popular de les regions del nord del nostre país, les cançons de la qual tenen un encant únic. L'art popular d'aquesta zona també es distingeix per imaginatives talles de fusta, vestits enlluernadors i retalls complexos i colorits, abstractes o semiabstractes, amb estampats sovint simètrics. Vaig decidir reflectir el caràcter d'aquest art ingenu però encantador en la meva nova simfonia. Se suposava que tots els elements de la peça estaven caracteritzats per la simetria del retall. Fins i tot la disposició de l'orquestra havia de ser simètrica, tan acústica com visualment, amb un grup de vuit instruments col·locats al centre i dos petits conjunts de diàlegs als costats. | » |
| — Panufnik | |   |

La Sinfonia Rustica va ser criticada pel formalisme i pràcticament va deixar de representar-se.